# 八葉寺 (姫路市)
八葉寺（はちようじ）は、姫路市香寺町相坂1068にある寺である。天平8年、行基の手により開基したと伝わっており播磨六山にも指定されている。

## 概要
正式な山号を八徳山というこの寺は、前述のとおり行基上人の手により開基されたが、その後平安中期に慶滋保胤が比叡山にて仏門に入り寂心と名乗り、正暦年間にこの地へ移り堂舎を建てて再興している。寂心は姫路市の書写山円教寺を開いた性空上人と昵懇（じっこん）の仲であったとされており、ある時寂心が沐浴のための湯釜を欲していた所、それを察した性空上人から湯釜が届けられたという逸話も残っているが、その湯釜は現在、姫路市指定文化財として本堂奥手にある奥の院に安置されている。本尊は十一面観音で、奥の院は建長年間の物とされ、中には奥の院厨子という室町時代の作品が安置され、県指定文化財の指定を受けている。
現在、毎年1月7日には鬼追いの儀が行われているが、これは播州地方で最も早い鬼追いとして知られている。
2013年度下半期放送の朝の連続テレビ小説『ごちそうさん』のクランクインはこの寺で行われているが、これは全国各地から紹介されたロケ地候補の中で「自然の中にある雰囲気や本堂のたたずまいなどが作品にぴったり」であるということから決まったとされており、実際に番組チーフプロデューサーの岡本幸江は「立派な境内、生い茂る木々などイメージにぴったり」と評価しているという。

## 前後の札所
- 播磨西国三十三箇所

2 性海寺 － 3 八葉寺 － 4 随願寺

## 脚註・出典
1. 1 2 3 4 5 6  八徳山八葉寺　姫路観光ナビ ひめのみち　2013年10月5日閲覧
2. ↑  ウォッちず＞姫路＞前之庄
3. 1 2 3 4 5 6  八徳山　八葉寺 全国旅そうだん　2013年10月4日閲覧
4. 1 2 3 4 5 6  八徳山八葉寺 香寺町ホームページのウェブアーカイブ（国立国会図書館による保存）　2013年10月4日閲覧
5. 1 2  ホーム > 文化財課 > 姫路市内の指定文化財一覧 > 市指定の文化財 > 市指定文化財（建造物） > 八葉寺奥院 2013年10月5日閲覧
6. ↑  ＮＨＫ朝ドラ「ごちそうさん」　姫路でロケ 神戸新聞　2013年5月17日22:41配信　配信日に閲覧
7. ↑  朝ドラ「ごちそうさん」　姫路の寺でクランクイン　MSN産経ニュースwest　2013年5月18日16:16配信　配信翌日に閲覧